# Хобый
Хобый (кобый) — сеок в составе этнической группы сагайцев и шорского народа.
Бирюсинский сеок хобый соответствовал Кивинскому роду (45 различных фамилий). В русских документах XVIII веке его называли по-разному: Кобийским, Кубийским, Кивино-Кубинским, Кобинско-Кубинским и т. д. Подобная путаница в названиях административных родов затрудняет выяснение стоявших за ними сеоков.
Легендарным прародителем сеока хобый исторические предания называют Хобый Адаса, имя которою легло в основу этнонима. Указанный этноним можно отождествить с названиями алтайского сеока «коба» (кобалу) и тувинским «хова» (ховалыг).
Интересно отметить, что некоторые группы тувинского рода ховалыг назывались киргиз-ховалыг, иргит-ховалыг и сагай-ховалыг. Подобное деление показывает возможную связь сеоков ховалыг и хобый между собой, с одной стороны, с кыргызами, с другой.
По некоторым преданиям, предки сеока хобый были в 1703 уведены из долины р. Абакан в Джунгарию, но оттуда бежали, некоторое время жили в устье р. Матур у подножия г. Хооргыс тасхыл и затем переселились в долину р. Таштып. Часть сеока осела по р. Кобырзе, впадающей в р. Мрассу (3 различные фамилии). Хобыйцы поклонялись двум горам — Кольтайге, расположенной в верховьях р. Таштып, и Хооргыс тасхылу, где Хобый-Адас спрятался от джунгар. Обе поклонные горы находятся в бассейне р. Абакана, что подтверждает местное происхождение сеока хобый.
Тюрколог К. Г. Менгес сопоставил сеок хобый с известным родом «чёрных клобуков» — ковуями.